# Habronestes jankae
Habronestes jankae là một loài nhện trong họ Zodariidae.
Loài này thuộc chi Habronestes. Habronestes jankae được Barbara C. Baehr miêu tả năm 2008.